# Бадија Пратаљија (Арецо)
Бадија Пратаљија је насеље у Италији у округу Арецо, региону Тоскана.
Према процени из 2011. у насељу је живело 784 становника. Насеље се налази на надморској висини од 843 м.